# Pogonomys
Pogonomys är ett släkte av däggdjur som ingår i familjen råttdjur.
Arterna når en kroppslängd (huvud och bål) av 9 till 15 cm, en svanslängd av 13 till 25 cm och en vikt mellan 28 och 128 g. Pogonomys loriae är den tyngsta arten. Den täta och ulliga pälsen varierar på ovansidan mellan grå-, brun-, röd- och svartaktig. Hos blekare individer finns vanligen silverfärgade hår inblandade. På buken och extremiteterna är pälsen ljusare till vitaktig. Svansen är täckt av fjäll samt av glest fördelade hår. Den är brun, ofta med köttfärgad spets, och kan användas som gripverktyg. Det korta huvudet kännetecknas av stora ögon. Tummen och stortån är något motsättlig och alla tår är utrustade med klor.
Medlemmar av släktet förekommer på Nya Guinea och på ögrupper i närheten. De vistas i låglandet och i bergstrakter upp till 3000 meter över havet. Arterna är aktiva på natten och de klättrar i växtligheten eller vistas på marken. Individerna gräver tunnlar. De äter blad, gräs, bambu och andra unga växtdelar.
Hanar och honor bildar flockar som vanligen har upp till fem medlemmar (ibland upp till 15). På Nya Guinea sker fortplantningen under den torra perioden. Beroende på art föder honor 2 till 4 ungar per kull. Med människans vård kan de leva cirka 2,5 år.
IUCN listar Pogonomys fergussoniensis som lever endemisk på D'Entrecasteaux-öarna som starkt hotad (EN) och alla andra som livskraftig (LC).
Kladogram enligt Catalogue of Life:
| Pogonomys | \| \| Pogonomys championi \| \| \| \| \| \| Pogonomys loriae \| \| \| \| \| \| Pogonomys macrourus \| \| \| \| \| \| Pogonomys sylvestris \| \| \| \| |
|           | \| \| Pogonomys championi \| \| \| \| \| \| Pogonomys loriae \| \| \| \| \| \| Pogonomys macrourus \| \| \| \| \| \| Pogonomys sylvestris \| \| \| \| |
|           | Pogonomys championi |
|           | |
|           | Pogonomys loriae |
|           | |
|           | Pogonomys macrourus |
|           | |
|           | Pogonomys sylvestris |
|           | |

Wilson & Reeder (2005) samt IUCN listar ytterligare en art i släktet, Pogonomys fergussoniensis.